# Delta Partners Group
Delta Partners Group és una empresa internacional que ofereix serveis de consultoria estratègica, finances corporatives i inversions especialitzats en el món de les telecomunicacions, mitjans de comunicació i digital. Fundada el 2006, la companyia té la seu corporativa a l'Orient Mitjà (Dubai) i té oficines als Estats Units (San Francisco), Amèrica Llatina (Bogotà), Europa (Barcelona), Àsia (Singapur) i Àfrica (Johannesburg).
L'empresa està liderada per 24 socis i hi treballen més de 200 professionals arreu del món. L'equip directiu inclou l'antic director general de Deutsche Telekom, Kai-Uwe Ricke, com a President del Consell d'Administració i l'antic director general de Vimpelcom i Telekom Austria, Boris Nemšić, com a membre executiu del Consell d'Administració. Ocupa el càrrec de director general de la companyia Víctor Font.
El grup opera sota diferents societats, en funció de la branca de negoci. Les filials Delta Partners Corporate Finance Limited (dedicada a les finances corporatives) i Delta Partners Capital Limited (dedicada a la inversió) estan autoritzades i regulades per la Dubai Financial Services Authority (DFSA), que concedeix llicències i regula les activitats de serveis financers que es duen a terme a través del Dubai International Financial Centre (DIFC).

## Història
Al gener del 2006, Delta Partners va ser creada per sis socis fundadors i inaugura la primera oficina a Dubai. El juny del 2008, el negoci es va expandir cap a Sud-àfrica, ajudant a empreses de telecomunicacions regionals i globals a expandir el seu negoci a nous mercats africans. La companyia creix a més de 60 empleats en dos anys. El 2010 Delta Partners s'associa amb Refugees United a construir una plataforma global per reunificar refugiats amb les seves famílies, en cooperació amb MTN i Ericsson. El 2010 l'empresa obre oficines a Barcelona i Singapur.
El 2011 la companyia va organitzar el primer d'una sèrie d'esdeveniments de lideratge enfocats als sectors telecomunicacions, mitjans de comunicació i digital, on directors generals d'operadors globals de telecomunicacions i empreses del món digital es reunien per discutir els últims avenços de la indústria. El gener del 2013 la companyia va obrir una oficina a Bogotà per operar a Amèrica Llatina i va superar els 120 empleats. Al novembre del 2013 l'empresa va obrir la seva segona oficina a Dubai, situada a la zona del DIFC (Centre Financer Internacional de Dubai) on es van traslladar els equips de Finances Corporatives i d'Inversions.
El 2014 la branca de finances corporativa creix a un ritme elevat, arribant a assessorar acords per a operadors de telecomunicacions per valor de més de mil milions de dòlars. Al març del 2015 Delta Partners obre la seva primera oficina als Estats Units, consolidant la seva presència al mercat nord-americà. L'empresa va superar els 200 empleats durant la primera meitat de l'any 2016.

## Branques de negoci

### Consultoria estratègica
La branca de consultoria estratègica ofereix assessorament de negoci, tant estratègic com operacional, recolzant empreses del sector a remodelar el negoci de la connectivitat i a definir estratègies per poder optar a les oportunitats del món digital.

### Finances corporatives
La part de finances corporatives de la companyia, que opera amb la societat Delta Partners Corporate Finance Limited, està especialitzada en oferir assessorament independent enfocat als sectors telecomunicacions, mitjans de comunicació i digital de Fusions i Adquisicions, serveis transaccionals i assessorament en Finances Corporatives.

### Inversió
La branca d'inversió de l'empresa, que opera amb la societat Delta Partners Capital Limited, gestiona dos fons de Private Equity, ambdós enfocats als sectors telecomunicacions, mitjans de comunicació i digital a mercats emergents amb el recolzament d'inversors institucionals (NTT Docomo, la Corporació Financera Internacional del Banc Mundial i grans Family Offices europeus).
Sota la societat Delta Partners Capital Limited, el grup ha creat i gestiona actualment dos Fons d'Inversió:
| Fons d'inversió                                         | Any  | Capital compromès (milions de dòlars) |
| ------------------------------------------------------- | ---- | ------------------------------------- |
| Delta Capital MENA Telecoms Fund                        | 2007 | 75                                    |
| Delta Partners Emerging Markets TMT Growth Fund II, L.P | 2012 | 100                                   |

Aquest últim, el Fons d'inversió Emerging Markets TMT growth Fund II, inclou la següent llista d'empreses participades actualment:
| Cartera d'empreses           | Any  | Capital invertit (milions de dòlars) |
| ---------------------------- | ---- | ------------------------------------ |
| Cash Credit                  | 2013 | 25                                   |
| Virgin Mobile Central Europe | 2014 | 10                                   |
| Ciphercloud                  | 2014 | 10                                   |
| ItsOn                        | 2015 | 10                                   |